# Grad Devin
Za istoimenski bratislavski grad glej Grad Devin (Bratislava). Za kraje z imenom Devin glej Devin.
Grad Devin (italijansko Castello di Duino) je grad, ki se nahaja v slovenskem etničnem poselitvenem območju - kraju Devin v Občini Devin - Nabrežina v Italiji.
Grad je bil zgrajen v drugi polovici 14. stoletja kot nadomestek propadajočega antičnega gradu, od katerega so danes vidne le ruševine.
Do gradu vodi tudi Rilkejeva (energijska) pot.

## Zgodovina
V bližini gradu so ruševine Starega gradu Devin, ki segajo v 11. stoletje in ga je dal pozidati Oglejski patriarh. Gred Devin in devinsko gospostvo so oglejski patriarhi dali v dedni fevd svojim ministerialom gospodom Devinskim, ki so se imenovali po tem gradu. Okoli leta 1166 so omenjeni kot vazali oglejskega patriarha. Njihov natančen izvor ni jasen. V 13. stoletju se v dokumentih pojavljajo kot oglejski ministeriali. Gotovo je, da so bili tudi ministeriali Goriških grofov. Rodbina je dokumentirana od leta 1150 do 1406.
Novejši sedanji grad sega v leto 1389, ko je plemiška rodbina Walsee-jskih naročila gradnjo trdnjave. Zgrajen je bil na ruševinah rimske vojaške postojanke, imenovane Castellum Pucinum, ki jo je v 3. stoletju obiskal cesar Dioklecijan.
V 15. stoletju so grad skoraj popolnoma uničili Turki. Leta 1483 je njegov lastnik Ramberto III. Waldseejski umrl in grad je prešel v last Avstrije. Potem ko je rodbina Walsee izumrla, je grad nekaj časa služil kot zapor. Potem ko je grad padel v roke Benečanov, ga je leta 1508 ponovno osvojil cesar Maksimilijan in ga podaril Juriju Hoferju, avstrijskemu kapitanu, ki ga je preuredil za rezidenco svoje družine. Trg je bil zgrajen v 16. stoletju. 

Hči Matije Hoferja se je poročila z Rajmondom della Torre Valsassina, ki je konec 16. stoletja prevzel grad. Rodbina Thurn-Hofer Valsassina je imela grad do leta 1660, ko jo je cesar Leopold priznal za uradnega lastnika. Tereza, zadnja predstavnica knežje družine Thurn-Hofer Valsassina, se je sredi devetnajstega stoletja poročila s princem Egonom Hohenlohejem. 
Družina Thurn und Taxis je grad pridobila leta 1875, ko se je princesa Marija Hohenlohe, hči Tereze, poročila s princem Aleksandrom von Thurn und Taxis, iz češke veje te družine. Od 17. do 20. stoletja je ta rodbina na svojem gradu gostila številne zelo ugledne goste; Johann Strauss in Franz Liszt, cesarica Elizabeta Avstrijska (Sissi), habsburški nadvojvoda Maksimilijan in njegova nevesta Charlotte Belgijska, grofje Chambordski, avstrijski nadvojvoda Franz Ferdinand, Mark Twain, Rainer Maria Rilke in takratni britanski princ Charles, danes kralj Karel. Med drugo svetovno vojno so grad uporabljali Nemci, ki so leta 1943 zgradili bunker v skalah poleg gradu za obrambo bližnje pomorske baze Sistiana pred morebitnim napadom zaveznikov. Po vojni so Britanci uporabljali bunker kot skladišče goriva. Ta bunker je mogoče obiskati in v njem je majhen muzej.
Grad Devin še vedno pripada potomcem družine in ga upravlja pravnuk princ Dimitri della Torre e Tasso, rojen leta 1977.
Grad in pripadajoči park sta bila delno odprta za javnost julija 2003.